# スタンダール

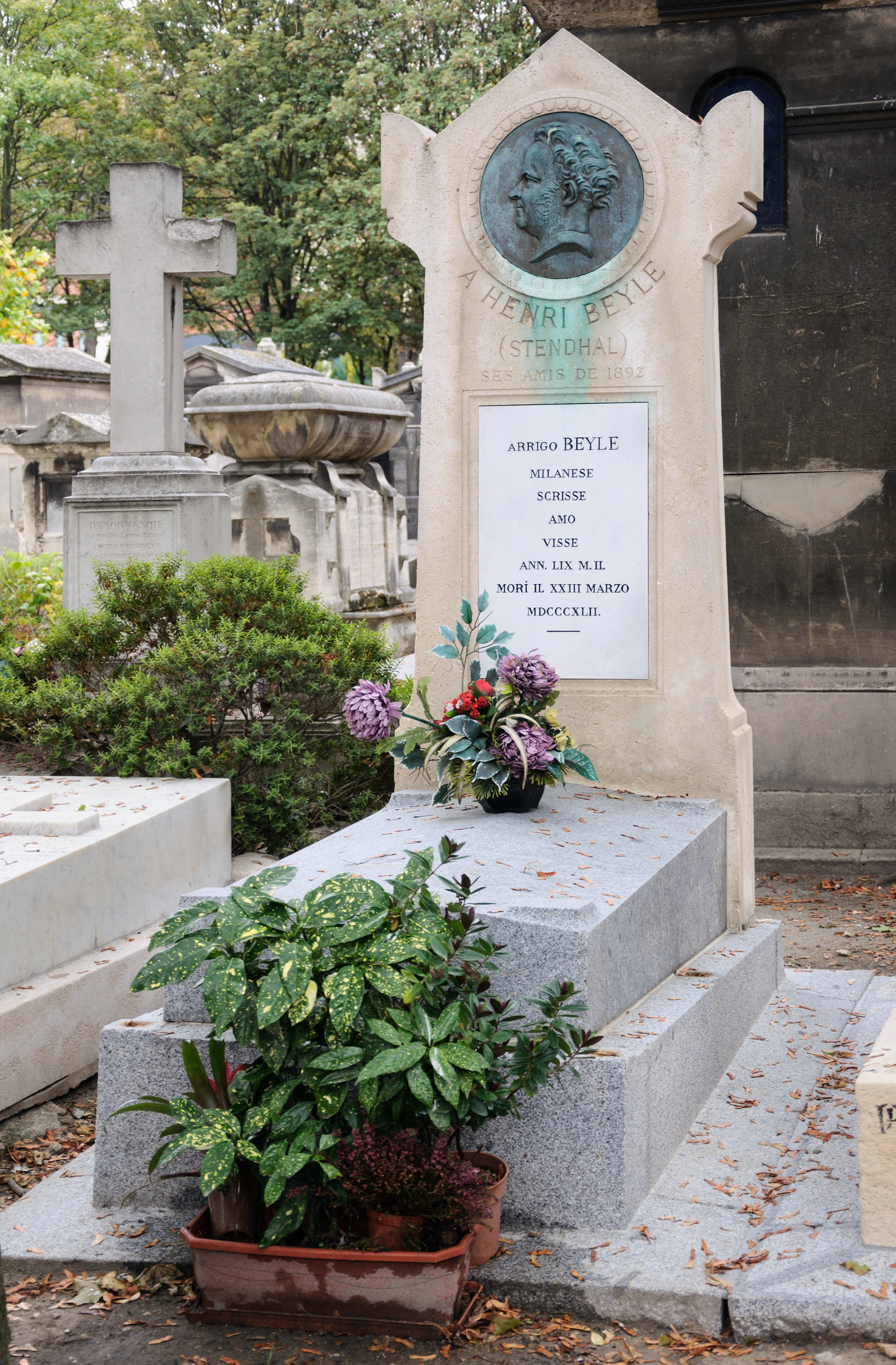
スタンダールの墓（モンマルトル墓地）

スタンダール（Stendhal、1783年1月23日 - 1842年3月23日）は、グルノーブル出身のフランスの小説家、評論家。本名はマリ＝アンリ・ベール(Marie Henri Beyle)という。ペンネームのスタンダールはドイツの小都市シュテンダルに由来すると言われている。
近代小説の開祖の一人とみなされている大作家。理工科志望を放棄して、軍人となった。ナポレオン失脚後はミラノに移住して作品を書いた。しかし政治風刺と恋愛心理を分析する新傾向の小説は、生前は売れなかった。その墓には自ら選んだ銘句「生きた、書いた、恋した」が刻まれている。作品に、主人公ジュリアン・ソレルで有名な『赤と黒』のほか、『パルムの僧院』、評論『恋愛論』がある。

## 経歴

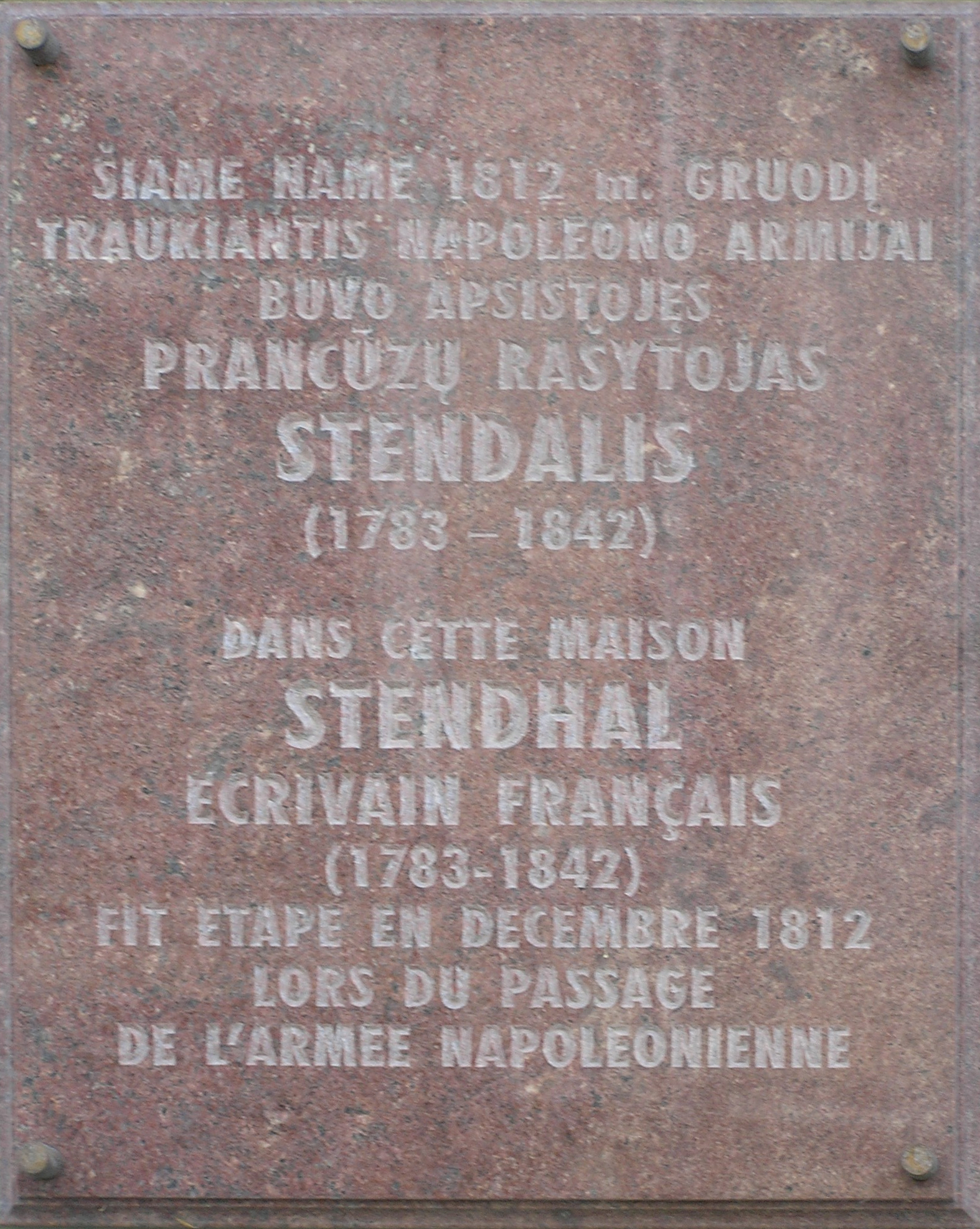
1812年のナポレオンのロシア遠征からの撤退中にスタンダールが滞在したヴィリニュスの建物にある銘

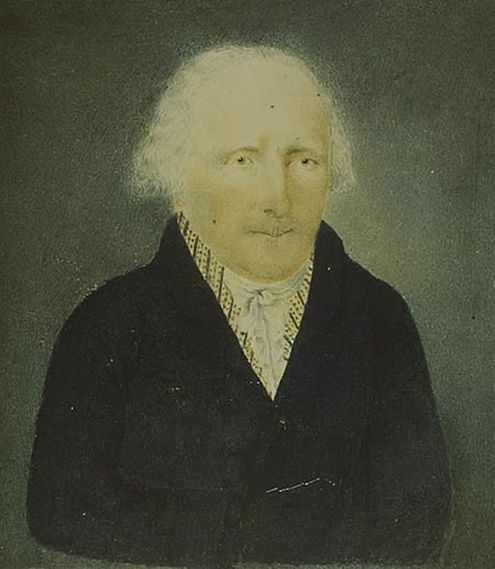
シェルバン・ベールの肖像画(1800年頃)

グルノーブル高等法院の弁護士シェルバン・ベールの子として生まれる。母方の実家も地元の名士であり、スタンダールは幼少期を地方の名士の子として何不自由なく暮らした。7歳の時に亡くなった母を終生、異常なまでに偏愛し続け、その反動で、実務家で王党派の父を激しく憎み続けた。そのため、スタンダールは父とは正反対のロマンチストの共和主義者として、その後の生涯を送る事になる。
父の期待を受けて勉学にいそしんだスタンダールは、1799年、優秀な成績で理工科学校の入学試験に合格する。しかし、慣れないパリの生活でノイローゼになり、母方の祖父のアンリ・ガニョンの従兄弟のノエル・ダリュの家に引き取られる。ダリュの息子が当時、陸軍省事務次官をつとめていた関係から、スタンダールはダリュの口利きで陸軍少尉に任官し、イタリア遠征に参加した。母方のガニョン家がイタリア系だったこともあり、元来、イタリアに憧れを持っていたスタンダールは遠征先のイタリアを気に入り、以後、イタリアを第二の故郷とみなすようになる。なお、祖国・フランスは父のイメージと重なるためか、生涯好きになる事は出来なかった。
軍人となったスタンダールだったが、実際には馬に乗る事も剣を振るう事も出来ず、もっぱら女遊びと観劇にうつつをぬかしていたと言われる。1802年、軍を辞め、輸入問屋に勤めたりしたが、大陸封鎖令によって海外貿易が途絶してしまったため、1806年、ダリュを頼って、陸軍主計官補の仕事を得、その後は官僚として順調に出世し、1810年には帝室財務監査官にまで昇進する。その後も経理畑を歩んでいくが、ナポレオン・ボナパルトの没落によって、スタンダール自身も没落する。
その後はフリーのジャーナリストとして、活躍する。ナポレオン没落後、イタリアに渡り、現地の自由主義者と親交を結ぶが、やがて「スタンダールはフランスのスパイだ」という噂が広まり、失意のうちにフランスに帰国している。
不遇の時代に、スタンダールは1822年、39歳の時に『恋愛論』、1830年に『赤と黒』を発表している。特に、元神学生による殺人未遂事件を素材に、野心に燃える青年の成功と挫折を描いた代表作『赤と黒』は、当時は評判にはならなかったが、王政復古下のフランス社会を鋭く批判したものであり、彼の政治思想の真骨頂がよく表現されている。
1830年、七月革命が勃発すると、自由主義者として知られていたスタンダールに再び政治の世界から声がかかるようになり、トリエステ駐在フランス領事に任命された。しかし、オーストリアの宰相・メッテルニヒの承認が得られなかったため、ローマ教皇領チヴィタヴェッキア駐在フランス領事に転じた。1836年から39年まで休暇をとってパリに戻り、『パルムの僧院』を書いた。
1842年、パリの街頭で脳出血で倒れ、死去。墓所はパリのモンマルトル墓地。墓碑銘は「ミラノ人アッリゴ・ベイレ 書いた　愛した　生きた」である。

## 主な作品

### 長編小説
- アルマンス （Armance, 1827年）初期長編
- 赤と黒 （Le Rouge et le Noir, 1830年）
- リュシアン・ルーヴェン （Lucien Leuwen, 1835年）
- パルムの僧院 （La Chartreuse de Parme, 1839年）
- ラミエル （Lamiel, 1839–1842年）未完

### 中編小説
- ヴァニナ・ヴァニニ （Vanina Vanini, 1829年）
- ミーナ・ド・ヴァンゲル （Mina de Vanghel, 1830年）
- イタリア年代記 （Chroniques italiennes, 1837-1839年に発表された4篇、および上記『ヴァニナ・ヴァニニ』や生前未発表の作品を合わせた8篇）
  - カストロの尼 （L’Abbesse de Castro, 1839年）
  - チェンチ一族 （Les Cenci, 1837年）ほか

### 自伝
- エゴティスムの回想 （Souvenirs d'Égotisme）未完
- アンリ・ブリュラールの生涯 （Vie de Henry Brulard）未完

### ノンフィクション
- ハイドン・モーツァルト・メタスタジオ伝 （Vies de Haydn, Mozart et Métastase, 1815年） ボンベの偽名によって自費出版したスタンダールのデビュー作だが、内容は多くカルパーニ (Giuseppe Carpani) のハイドン伝の剽窃。
  - 『ハイドン』大岡昇平[1]訳、創元社 1941年、音楽之友社 1965年
  - 『モーツァルト』高橋英郎・富永明夫訳、東京創元社（モーツァルト論のみの訳）
  - 『スカラ座にて』ジュゼッペ・ピントルノ編、西川長夫訳、音楽之友社（各作品の抜粋版）
- イタリア絵画史 （L'Histoire de la peinture, 1817年）、富永惣一・吉川逸治訳（全集9）
- ローマ、ナポリ、フィレンツェ イタリア紀行 （Rome, Naples et Florence, 1817年）。この作品ではじめてスタンダールの筆名を使用した。臼田紘訳、新評論
- ナポレオン伝 （Vie de Napoléon, 1817-1818年）、佐藤正彰訳と西川長夫訳（全集11）がある。
- 恋愛論 （De l'amour, 1822年）、訳書多数
- ロッシーニ伝 （Vie de Rossini, 1823年）、山辺雅彦訳、みすず書房
- ラシーヌとシェイクスピア（Racine et Shakespeare, 1823-1825年）。古典主義に対してロマン主義を支持した文章として有名。佐藤正彰訳
- イタリア旅日記 ローマ、ナポリ、フィレンツェ （1826年）。上記の大幅な改訂版、臼田紘訳、新評論 全2巻
- ローマ散歩 （Promenades dans Rome, 1829年）、臼田紘訳、新評論 全2巻
- 南仏旅日記 （Voyage dans le Midi de la France, 1930年）、山辺雅彦訳、新評論
- ある旅行者の手記 （Mémoires d'un touriste, 1838年）、山辺雅彦訳、新評論 全2巻
- イタリア日記〈1811〉、臼田紘訳、新評論

### 作品集（訳書）
- 『スタンダール全集』全12巻

（人文書院、1968-73年）
1. 赤と黒
2. パルムの僧院
3. リュシアン・ルーヴェン Ⅰ
4. リュシアン・ルーヴェン Ⅱ　社会的地位
5. アルマンス
6. イタリア年代記　ラミエル
7. アンリ・ブリュラールの生涯
8. 恋愛論
9. イタリア絵画史
10. 文学論集
11. 評伝集
12. エゴチスムの回想

## 伝記
- 『スタンダールの生涯』、ヴィクトール・デル・リット

鎌田博夫・岩本和子訳、法政大学出版局〈叢書・ウニベルシタス〉、2007年
- 『スタンダール　人と思想』、鈴木昭一郎、清水書院、新装版2015年